# Де-Мойн (Вашингтон)
Де-Мойн (англ. Des Moines) — город в округе Кинг в штате Вашингтон в Соединённых Штатах Америки.
По данным переписи населения 2020 года в США, население города составляло 32 888 человек.

## История
Впервые место, где ныне стоит Де-Мойн, было исследовано европейцами 26 мая 1792 года капитаном британского флота Джорджем Ванкувером на его флагманском корабле HMS Discovery. Первые американцы, посетившие этот район, были частью экспедиции 1838—1842 гг. под командованием Чарльза Уилкса.
Первым документально подтверждённым постоянным поселенцем на этих землях был Джон Мур (англ. John Moore), который, вероятно, прибыл сюда около 1867 года. Его сертификат на владение землей (№285) был выдан 2 июля 1872 года.
17 июня 1959 года Де-Мойн получил статус города.

## География
По данным Бюро переписи населения США, общая площадь города составляет 7,408 квадратных миль (19,19 км2), из которых 6,414 квадратных миль (16,61 км2) — это суша и 0,994 квадратных миль (2,57 км2) — водная поверхность.